# Famille du Fou
La famille du Fou, originaire de Bretagne, est une famille subsistante de la noblesse française, d'ancienne extraction, maintenue noble en 1669 sur preuves remontant à 1426,. Elle a formé deux branches subsistantes : la branche aînée du Fou et la branche cadette du Fou de Kerdaniel.

## Histoire
Selon René Kerviler, la famille du Fou  est une ancienne famille de la paroisse de Mûr-de-Bretagne (Côtes-d'Armor) « qu’il ne faut pas confondre avec celle des vicomtes du Faou (…)  parait remonter à Hamon, dit Stultus, témoin d'une donation d'Alain IV de Rohan à l'abbaye de Bonrepos en 1204, (en sorte que le nom ne viendrait pas ici de Fagus, mais du français fou, traduction de Stultus) ».
On trouve en Bretagne plusieurs familles appelées du Fou qui ont peut-être la même origine.
On trouve sans qu'ils soient reliés à cette famille du Fou, Geoffroy de Fou qui en 1289 donne par testament la terre de Quenquis-Tenguy, en Allineuc et Jean, son fils, qui la rachète 12 livres. On trouve aussi sans qu'ils soient reliés Alain du Fou mentionné dans des actes de 1293 et 1336 et Roland du Fou, écuyer, qui comparut à une montre de 1336.
Selon Gustave Chaix d'Est-Ange et Régis Valette, la filiation suivie remonte à Guillaume du Fou, marié à Jeanne de la Houssaye, qui comparut en 1426 à la réformation de la noblesse de la paroisse de Mur. Chaix d'Est-Ange ajoute « La Chesnaye des Bois fait de ce gentilhomme le fils d'un Jehan du Fou, baron de Pirmil, châtelain de Noyan-sur-Sarthe, dans le Maine, seigneur de Coriller et de la Plesse-Chamaillard, en Anjou, seigneur de la Rocheguéhenneuc, à Mur ».
Selon d'autres sources la filiation commence avec Jean du Fou qui décéderait vers 1400 et qui ratifia le second traité de Guérande en 1381. Il fut officier de la maison de Jean IV de Bretagne à partir de 1385, puis trésorier payeur général au moins jusqu'en 1399. Par contrat passé à Angers le 3 novembre 1379, Il acheta pour 4700 livres  à Jean de Bourbon, comte de Vendôme les terres, seigneuries et domaines de Pirmil, Noyen, Courcelles, La Plesse-Chamaillart et la foret de Minclou, dans la Sarthe. En 1517 Christophe du Fou devint seigneur de Pirmil, Noyen, Courcelles  et La Plesse-Chamaillart par héritage de sa petite nièce Jeanne de Labrégement, dont la mère était Isabeau du Fou, dame de Pirmil. La branche ainée conserva la terre de Pirmil jusqu'à son extinction en 1605 avec la mort de Jean III du Fou. La baronnie de Pirmil passa alors à François de Querveno, fils de Suzanne du Fou, dame de Pirmil. Cette branche embrassa la religion protestante vers le milieu du XVI. Ils participèrent activement aux guerres de Religion, notamment lors de la prise du Mans en 1562.
Même si la branche ainée s'est fixée dans le Maine à partir du XVe siècle, les branches puinées sont demeurées pendant tout l'Ancien Régime en Bretagne où ses membres étaient attachés à la maison de Rohan : en 1377, jean Ier du Fou achète les seigneuries de Guémené-Guinguamp et de la Roche Piriou  pour le compte du vicomte de Rohan. Vers 1500, le maréchal de Gié offre comme cadeau de mariage à Tanguy de Guémadeuc et Anne du Fou un manuscrit enluminé de Guido Mazzoni. Christophe du Fou rendit hommage à la vicomté, en novembre 1549, des seigneuries de la Roche-Guehennec et Moreac et son fils Jean III du Fou en 1571.
La famille du Fou a été maintenue noble d'ancienne extraction le 11 mai 1669 devant la chambre de réformation du parlement de Bretagne, à Rennes sur une filiation noble remontant à 1426,,,.
Dans les pièces présentées le 8 mars 1669 pour preuves de noblesse et vérification par le parlement de Bretagne, Laurent du Fou produit un « arbre de la généalogie et filiation desdits deffendeurs par laquelle ils articulent qu’ils sont descendus originairement de messire Jean du Fou, chevalier, baron de Piremil et chastelain de Noyan-sur-Sartre , dans le Maynne, chatelain de Corcelles et de la Plesse-Chamaillart, en Anjou, et seigneur de la Roche-Guehennec (…) mary de Dame Mahault de Montfort, fille de monsour Guy de Montfort (…) qui eurent pour fils messire Guillaume du Fou, chevalier, seigneur des memes seigneuries ».
Dans les actes produits Jean du Fou est qualifié « noble écuyer » dans un acte d'octobre 1427 et son fils Guillaume du Fou est également qualifié  « écuyer » dans une patente ou un arrêt du duc de Bretagne du 3 septembre 1453.
Quatre générations de la branche de Bézidel occupèrent la charge de gouverneur du château de Pontivy de la seconde partie du XVIIe siècle à 1789.
Sous la Révolution émergent deux de ses membres : François-Marie-Bonaventure du Fou (1765-1833), négociant et armateur, maire de Nantes de 1813 à 1816 et François-Joseph du Fou de Kerdaniel (1777-1865), chef chouan (voir "personnalités" ci-dessous).
La famille du Fou a été admise à l'ANF en 1947.

## Généalogie
- Jean du Fou (premier du nom dans le Maine) écuyer[17], baron de Pirmil, seigneur de Noyen, Courcelles, La Plesse-Chamaillart, la Roche-Guehenneuc et du Breil-Robert, mort en 1400 [20].  (cité plus haut), marié à  Mahaut de Montfort, fille d’un Gui de Montfort, que Dom Morice juge être un puiné de Raoul de Montfort VII, sire de Montfort, de Gael, de Lohéac, de la Roche-Bernard etc.[21].  
  - Guillaume du Fou, écuyer[18], seigneur et baron de Pirmil, seigneur de la Roche-Guehenneuc, marié vers 1418 à Jeanne de la Houssaye, né en 1393/94  et mort au commencement de l'année 1464. La réformation des nobles de Bretagne tirée de la chambre des comptes de l'an 1427 le cite comme un noble gentilhomme de la paroisse de Mûr[2],[20], dont :  
    - Even du Fou, écuyer puis chevalier, baron de Pirmil, seigneur de la Roche-Guehenneuc, marié à Catherine Le Parisy et mort en 1477. Dont[20] :
      - Jean II du Fou, écuyer, baron de Pirmil, seigneur de Noyen, Courcelle-La-Tour et La Plesse-Chamaillart, dans le Maine, seigneur de la Roche-Guehenneuc, en Bretagne, marié en 1474 à Beatrice d'Estuer, mort vers 1500, dont[20] :
        - Isabeau du Fou, dame héritière de Pirmil, de Noyen, Courcelle-La-Tour, La Plesse-Chamaillart, dans le Maine, et de la Roche-Guehenneuc, en Bretagne. Elle se maria à Tristan de Robien le 19 juillet 1494, qui décéda en 1498 sans laisser de postérité. En secondes noces, elle épousa Louis de La Trémoille, dit de Labrégement. Elle meurt en 1501. Du second mariage[22] : 
          - Jeanne de Labrégement, dame héritière de Pirmil, de Noyen, Courcelle-La Tour, La Plesse-Chamaillart, dans le Maine, et de la Roche-Guehenneuc, en Bretagne. Elle épousa le 5 avril 1513 Louis de Malestroit. Elle mourut en 1517 sans postérité; ses biens passent à Christophe Ier du Fou[22].

      - Christophe Ier du Fou devint baron de Pirmil, seigneur de Noyen, Courcelle-La-Tour et La Plesse-Chamaillart, dans le Maine, et seigneur de la Roche-Guehenneuc, en Bretagne, vers 1517 à la mort de sa nièce. Il épousa Françoise de Bouesnay. Il meurt le 5 mai 1529[22] : D'où :
        - Christophe II du Fou, baron de Pirmil, seigneur de Noyen, Courcelle-La Tour et La Plesse-Chamaillart, dans le Maine, et seigneur de la Roche-Guehenneuc, en Bretagne, marié en premières noces par contrat du 5 septembre 1539 Marie-Bonaventure de la Porte, et en secondes noces par contrat du 14 mai 1549 Anne de Champagne. Il meurt vers 1561[22] : D'où du premier lit :
          - Jean III, seigneur de Pirmil, seigneur de Noyen, La Plesse-Chamaillart, dans le Maine, seigneur de la Roche-Guehenneuc, en Bretagne, chevalier de l'Ordre Royal de Saint-Michel, marié à Jeanne de Maillé, dame de Lathan, il meurt vers 1605 et est inhumé dans un cercueil en plomb dans l'église de Noyen. Ils n'eurent qu'une fille qui suit[23] :
            - Suzanne du Fou, mariée le 5 janvier 1584 à George de Kerveno. Ce dernier meurt en 1592 lors d'un engagement près d'Auray. D'où[23] :
              - François de Kerveno, baron de Kerveno, Baud et Pirmil, seigneur de Noyen, La Plesse-Chamaillart, etc.[23]

      - Jehan du Fou (décédé en 1529), seigneur de Beauchesne, marié avec Jeanne de La Cour [15]. D'où :
        - Christophe du Fou, seigneur de Bézidel en Cléguérec (Morbihan), marié en premières noces par contrat du 3 juin 1557 Françoise Marigo puis en secondes noces à Louise de Kerlogoden. Du premier lit[15] :
          - Charles du Fou, seigneur de Bézidel en Cléguérec (Morbihan), marié à Isabeau de Kermellec[15] puis à Isabeau de La Cour. Le 7 mai 1579, il vend  à Louis du Fou, sieur de Launay certaines rentes convenancières qu’il avait recueilli en la paroisse d’Allineuc de la succession de Christophe du Fou, sieur de Bézidel, son père[24]. D'où du premier lit :
            - Hervé du Fou (vers 1573-1655), seigneur de Bézidel en Cléguérec (Morbihan), marié en premières noces vers 1613 à Marie Guynement, décédée vers 1619, puis à Charlotte le Gascoing[15] D'où du second lit : 
              - Laurent du Fou (1629-1684), seigneur de Bézidel en Cléguérec (Morbihan), gouverneur du château de Pontivy, descendant de Jehan du Fou, fut maintenu d'ancienne extraction noble en Bretagne le 11 mai 1669 (avec la qualification de chevalier pour lui et d'écuyer pour ses puinés)[25], marié en premières noces par contrat du 8 janvier 1650 avec Françoise Tanguy (1625-1670/77), dame de Kerdaniel en Ploudaniel et de Kersabiec en Bodilis, puis en en secondes noces par contrat du 29 août 1678 à Françoise-Joseph du Quellenec (1662-1691). D'où du premier lit[26]
                - Sébastien-François du Fou (1663-1731), seigneur de Bézidel, gouverneur du château de Pontivy (Morbihan), marié par contrat du 24 juin 1694 avec Marie de La Fosse, dont[26] :
                  - François-Marie du Fou (1696-av.1762), seigneur de Bézidel, gouverneur de Pontivy et des villes et châteaux du duché de Rohan, marié en 1719 à Marie Bonaventure Hervieu, dame de Montmény, auteur de la branche ainée subsistante, dont :
                    - François Marie Joseph du Fou (1724-1778), seigneur de Bézidel, gouverneur des ville et château de Pontivy (Morbihan), marié en 1762 à Thérèse-Marie de Tollenare (1741 - + durant la révolution).

                  - Nicolas-Rolland du Fou (1701-1755), seigneur de Kerdaniel, sous-brigadier des mousquetaires de la garde à cheval du roi, chevalier de Saint-Louis, marié Laurence Aval, puis en 1741 à Jeanne-Charlotte de Lantivy (1719-1775) auteur de la branche cadette subsistante de Kerdaniel, dont :
                    - Jérôme-Bonaventure du Fou (1744 - 1835), seigneur du Boishardouin en Moustoir-Remungol et de Kerdaniel, gouverneur de Pontivy (Morbihan), colonel honoraire, chevalier de Saint-Louis, marié en 1768 à Marie Louvart de Pontigny (1744-1805).

## Personnalités

### Branche ainée de Bézidel
- François-Marie-Joseph du Fou (1724-1778), seigneur de Bézidel, gouverneur de la ville et du château de Pontivy.
- Louis du Fou (1763-1841), lieutenant de vaisseau, chevalier de Saint-Louis, émigré en 1790[27].
- François-Marie-Bonaventure du Fou (1765-1833), négociant et armateur, maire de Nantes (Loire-Atlantique) de 1813 à 1816, chevalier de l'Empire, titré comte héréditaire par lettres patentes du 25 octobre 1817[28], officier de la Légion d'honneur. Il fit partie des 132 Nantais qui, en septembre 1794, furent expédiés à Paris pour y être jugés.
- Jules du Fou (1801-1864), 2e comte du Fou, consul de France.

#### Rameau dans le Maine-et-Loire (éteint)
- Bonaventure du Fou (1808-1873), négociant et armateur, maire de Gesté (Maine-et-Loire) de 1848 à 1852.
- Georges-Bonaventure du Fou (1843-1917), cofondateur de la Caisse syndicale de Crédit Mutuel Agricole d'Anjou, maire de Gesté de 1908 à 1917.
- Even du Fou (1887-1957), maire de Gesté de 1945 à 1957.
- Alain du Fou (1891-1968), président et administrateur de la Caisse syndicale de Crédit Mutuel Agricole d'Anjou, fondateur de l'Office National Interprofessionnel des Céréales, membre de la Chambre d'Agriculture, cofondateur de la Banque Française de l'Agriculture et du Crédit Mutuel.

### Branche cadette de Kerdaniel
- Jérôme-Bonaventure du Fou (alias Dufou de Kerdaniel[29] (1765-1833), seigneur de Kerdaniel, gouverneur de Pontivy, émigré en 1791 à l'Armée des émigrés, puis à Jersey, rentré en France en 1814, colonel honoraire en 1816, chevalier de Saint-Louis
- François-Joseph du Fou de Kerdaniel (1777-1865) (né Dufou de Kerdaniel)[29], chevalier de La Légion d'honneur (1825), chevalier de l'Ordre de Saint-Louis (1826), mentionné  « chevalier héréditaire »  dans son dossier de la Légion d'honneur[30],[31]. Élève à 14 ans à l'école navale de Vannes, à 16 ans, il intègre le régiment Loyale-Émigrant sous les ordres du duc de la Châtre et participe à la campagne de Hollande. En 1795, il échappe de justesse à la capture lors de l’expédition de Quiberon et rejoint Georges Cadoudal. Il devint chef chouan lui-même et organisa à l'âge de 22 ans, en 1799, l'attaque de Saint-Brieuc. Il se rendit en 1801 et fut mis sous surveillance pendant 10 ans. Durant cette période, il fut emprisonné plus de 40 fois et échappa à la déportation en s’évadant. À la Restauration, il fut nommé capitaine de la garde royale. Il quitta l'armée en 1830 avec le grade de chef de bataillon[3].
- Henri du Fou de Kerdaniel (1833-1910), avocat, maire d'Hillion (Côtes-d'Armor) de 1871 à 1908.
- Henri du Fou de Kerdaniel (1865-1939), chef de bataillon d'infanterie, maire d'Hillion de 1908 à 1920, propriétaire des châteaux de Bonabry et de La Cour, chevalier de la Légion d'honneur, croix de guerre 1914/18 avec citation à l'ordre de la brigade, croix du Combattant Volontaire.

## Seigneuries
Maine et Anjou : Pirmil (Sarthe), Noyen-sur-Sarthe (Sarthe), La Brûlaire en Gesté (Maine-et-Loire), Gallerande en Luché-Pringé (Sarthe), La Mouche en Cizay-La-Madeleine (Maine-et-Loire), La Cour de Vautorte (Mayenne), La Plesse-Chamaillart et La Fourelière en Roëzé-sur-Sarthe (Sarthe), la Daudinière et Voisines en Noyen-sur-Sarthe (Sarthe), Courcelles-La-Tour et les Vieilles-Courcelles en Courcelles-La-Forêt (Sarthe), la forêt de Minclou en La Suze (Sarthe), le Breil-Robert en Noyant (Maine-et-Loire),
Bretagne : Kerbol en Lanrodec (Côtes-d'Armor), Bonabry en Hillion (Côtes-d'Armor), La Roche-Guéhenneuc et Locmaria en Mûr-de-Bretagne (Côtes-d'Armor), La Villeneuve et de Kermain en Saint-Guen (Côtes-d'Armor), Kerbigot en Saint-Connec (Côtes-d'Armor), Bézidel, La Garenne-Bézidel, La Villeneuve et Trévanec en Cléguérec (Morbihan), Nervoy en Plumergat (Morbihan), L’Espine-Gwen en Ploufragan (Côtes-d'Armor), Beauchesne, Barac’h, Launay, Kergoulio, Kertanguy (Quenquis-Tenguy), Kerfagot, La Villeneuve et Lanredon en Allineuc (Côtes-d'Armor), La Moynnerie en Lanfains (Côtes-d'Armor), le Boishardouin en Moustoir-Remungol (Morbihan), Kerdaniel en Ploudaniel (Finistère), Kerloye en Malguénac (Morbihan), La Ville-Haffray en Saint-Brandan (Côtes-d'Armor), Moréac (Morbihan), le Parisy en Prat, Coatascorn, Trézélan et Cavan (Côtes-d'Armor), le Clineuf en Saint-Carreuc et Hénon (Côtes-d'Armor), Couëtion, Keriquet, La Porte.

## Titres
- Baron de Pirmil (Sarthe) (branche aînée), passé en 1605 dans la famille de Kerveno (titre éteint) ;
- Comte héréditaire par lettres patentes du 25 octobre 1817 pour François-Marie-Bonaventure du Fou (1765- 1833)[28].

## Armes et devise
Plusieurs familles appelées du Fou ont peut-être la même origine avec souvent des puînés qui ont pris des armes différentes de celles de leurs aînés.
- D'azur à l'aigle d'or : armes portées par la seule famille du Fou qui existait lors de la réformation de 1668[32],[15], confirmé par règlement d’armoiries par lettres patentes du 25 octobre 1817[28]. Ces armes sont celles portées par Jehan du Fou, écuyer de l'hôtel ducal, présent au second traité de Guérande en 1381, trésorier receveur général de Bretagne en 1399[33].

L'auteur anonyme de L'armorial du Vaumeloisel (vers 1690-1701) écrit : « en 1388 le duc Jan V donna, en considération de bons, loyaux et agréables services, à son bien amé et féal conseiller, Jan du Fou, des maisons dans la ville de Ploërmel, pour les tenir noblement, comme fief noble, avantageux, ligement en rachapt » Jan, vicomte du Fou, est chambellan du duc en 1395. Il ajoute : « Il y avait encore des seigneurs qui portaient le nom du Fou, qui étaient seigneurs de Noyen, Courcelles, la Plesse, Chamaillard, terres qui sont en Anjou et au Maine ; de plus étaient seigneurs de la Roche-Guéhénec, paroisse de Mur, évêché de Cornouaille ; portaient : Ecartelé aux 1er et 4e : d’azur à une aigle éployée d’or, qui étaient les armes de Noyent, aux 2e et 3e : d’argent à une croix de gueules ancrée et givrée d’or, qui est Montfort, et, sur le tout : d’azur au léopard d’or, qui est le Fou. Le sieur de Nervois et ses cadets ont fait voir qu’ils sont sortis de cette maison ».
- Devise : « Dieu - l'Honneur »[35]

## Décorations
Décorations mentionnées en notes.

## Alliances
- Anciennes alliances : de Penhoët ; de Noyen ; de Montfort (1389) ; Le Séneschal (1403/1408) ; de La Houssaye ; d'Yerriau (1498) ; de La Sauldraye ; d'Estuer (1474) ; de Robien (1494) ; de Labrégement (1499/1500) ; de Bouesnay (1505) ; de Germaincourt (1523) ; du Fay (1529) ; de La Porte (1539); de Champagne (1549) ; Boutaud ; de Cherbaye (1563) ; Maillé ; Kerveno (1592) ; d'Aradon ; Marigo ; de Guerlogoden ; du Menez (1524) ; de Kermellec ; de Quellenec ; Guynement (vers 1613) ; Le Gascoing ; Gourdel ; Guiller (1656) ; du Quellenec (1678) ; Hervieu (1720) ; Henry (1757) ; de Tollenare (1762) ; Jogues (1792) ; de Contades-Gizeux (1818) ; de La Tullaye (1822) ; Marion du Rosay (1829) ; Aval (1732) ; de Lantivy (1741) ; Louvart de Pontigny (1768) ; Le Vavasseur dit Durell (1794) ; Masson (1837) ; Le Roux de Kerbrun (1825) ; de Ponthou ; Le Flo (1667) ; Jegart (1687) ; Audren (1701) ; Kerrozven (vers 1615) ; Daniel (1611) ; Thébault ; Le Nepvou (1643) ; Le Provost (1667) ; Moro (1691) ; Bessonet (1674) ; Piphaine (1691) ; Le Parc (1712) ; La Motte ; Rolland.
- Alliances modernes : de Pleurre (1861) ; de Joybert (1853) ; Goullet de Rugy (1891) ; Lizeray (1924) ; Roger de Villers (1921) ; de Parscau du Plessis (1923) ; d'Aubéry de Frawenberg (1894) ; Munch ; de Thomassin de Montbel (1938) ; Delabarre (1965) ; de Miscault de Vincent (1960) ; Muri (1966) ; Lacarelle (1972) ; Devevey (1968) ; Chivialle (1975) ; Bourceret (1948) ; Selme (1977) ; Charbonnier (1975) ; Boüan du Chef du Bos (1980) ; Brétillot (1902) ;  Majnoni d’Intignano (1926) ; Petitjean de Marcilly (1934) ; Vieille-Cessay (1934) ; Delamalle (1977) ; Jouffroy (1961) ; Simonin (1961) ; De Buchy (1969) ; Jullien de Pommerol (2004) ; Roy de Lachaise (1969) ; de Rivérieulx de Varax (1976) ; Moulin (1987) ; Buguet (1977) ; Zeller (1987) ; Étienne (1936) ; de Montecler (1872) ; de Lestrade (1886) ; Mourins d'Arfeuille (1832) ; Le Corgne de Bonabry (1861) ; Audren de Kerdrel (1885) ; de Roquefeuil (1895) ; de Chavagnac (1901) ; Dobbé (1939) ; Legeard de La Diriays (1938) ; du Hamel de Milly (1970) ; Hochedé de la Pinsonnais (2001) ; Lefebvre (1992) ; Gouger (1974) ; Achard de Leluardière (1971) ; du Couëdic de Kerérant (1923) ; Espivent de La Villesboisnet (1942) ;  de Mullot de Villenaut (1972) ;  Villedey de Faule (1971) ;  Guilhe La Combe de Villers (1970) ; Meyer (1984) ;  de Maynard (1978) ; du Breil de Pontbriand de La Caunelaye (1973).